# Cabanelles

Położenie gminy na mapie comarki Alt Empordà.

Cabanelles – gmina w Hiszpanii,  w Katalonii, w prowincji Girona, w comarce Alt Empordà.
Powierzchnia gminy wynosi 4,48 km². Zgodnie z danymi INE, w 2005 roku liczba ludności wynosiła 249, a gęstość zaludnienia 55,62 osoby/km². Wysokość bezwzględna gminy równa jest 194 metry.

## Miejscowości
W skład gminy Cabanelles wchodzi sześć miejscowości, w tym miejscowość gminna o tej samej nazwie:
- Cabanelles – liczba ludności: 80
- Espinavessa – 72
- L'Estela – 3
- Queixàs – 54
- Sant Martí Sesserres – 7
- Vilademires – 33

| 1991 | 1996 | 2001 | 2004 | 2005 | 2006 |
| ---- | ---- | ---- | ---- | ---- | ---- |
| 232  | 227  | 225  | 244  | 249  | 240  |